# Windows Subsystem for Linux

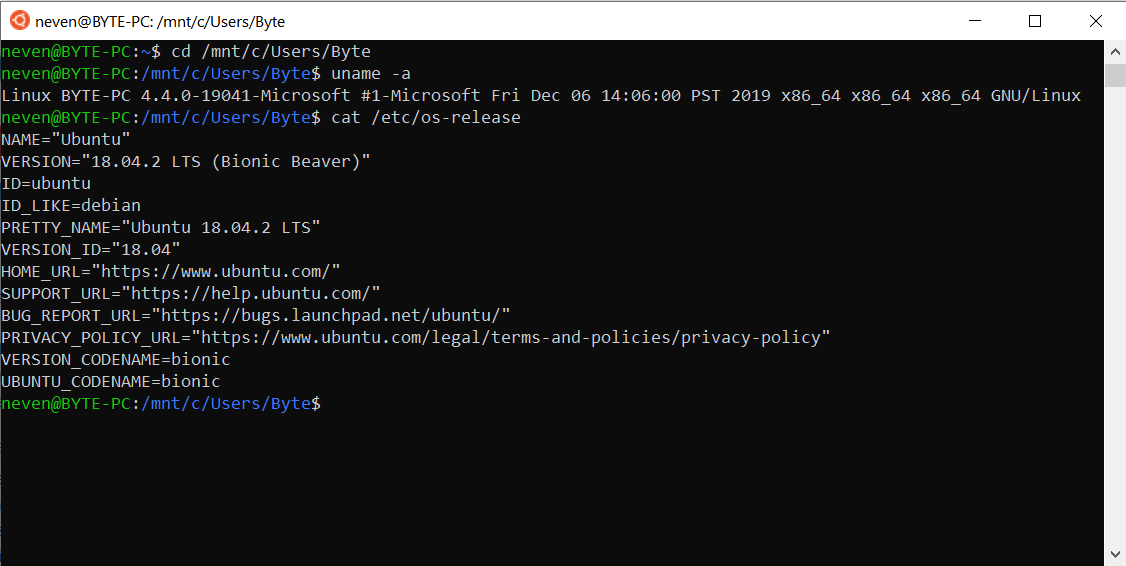
Bash работает в Windows 10

Windows Subsystem for Linux (WSL) — слой совместимости для запуска Linux-приложений (двоичных исполняемых файлов в формате ELF) в ОС Windows 10 и 11. В рамках сотрудничества компаний Microsoft и Canonical стало возможным использовать оригинальный образ ОС Ubuntu 14.04 для непосредственного запуска поверх WSL множества инструментов и утилит из этой ОС без какой-либо виртуализации. WSL предоставляет интерфейсы, во многом совместимые с интерфейсами ядра Linux; однако подсистема WSL была полностью разработана корпорацией Майкрософт и не содержит в себе каких-либо исходных кодов ядра Linux. WSL запускает многие немодифицированные приложения, работающие в пространстве пользователя, в частности, оболочку bash, утилиты sed, awk, интерпретаторы языков программирования Ruby, Python, и т. д.
По состоянию на 2018 год подсистема частично поддерживает запуск графических приложений Linux (использующих графические пользовательские интерфейсы GUI на базе X11) и не поддерживает запуск приложений, требующих нереализованных интерфейсов ядра Linux. Графические приложения работают только с внешним сервером оконной системы X11, например VcXsrv или Xming (с ограничениями). Возможен запуск среды Unity и программ из пакета Apache OpenOffice, также работают браузеры (например, Firefox). WSL использует меньше ресурсов, чем полная виртуализация, и стала наиболее простым путем запуска многих Linux-приложений на ОС Windows. Приложения Windows и Linux, запущенные через WSL, имеют доступ ко всем файлам пользователя.
Подсистема WSL доступна только на 64-битных редакциях Windows 10 и может быть активирована на версиях Windows 10 Anniversary Update и более поздних. Подсистема начала разрабатываться в рамках неизданного проекта Astoria, который позволял бы запускать некоторые приложения Android на ОС Windows 10 Mobile. WSL был впервые представлен в Insider Preview Windows 10 build 14316. Также WSL доступна в Windows 11.
Корпорация Microsoft позиционирует WSL в первую очередь как инструмент для разработчиков, веб-разработчиков и тех, кто работает над или с приложениями с открытым исходным кодом.

## Скриншоты

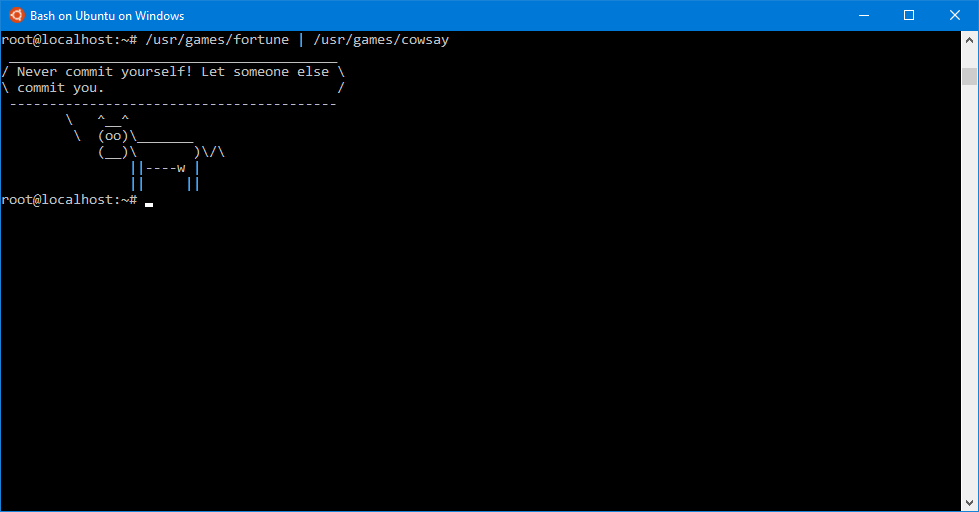
Bash работает в Windows 10
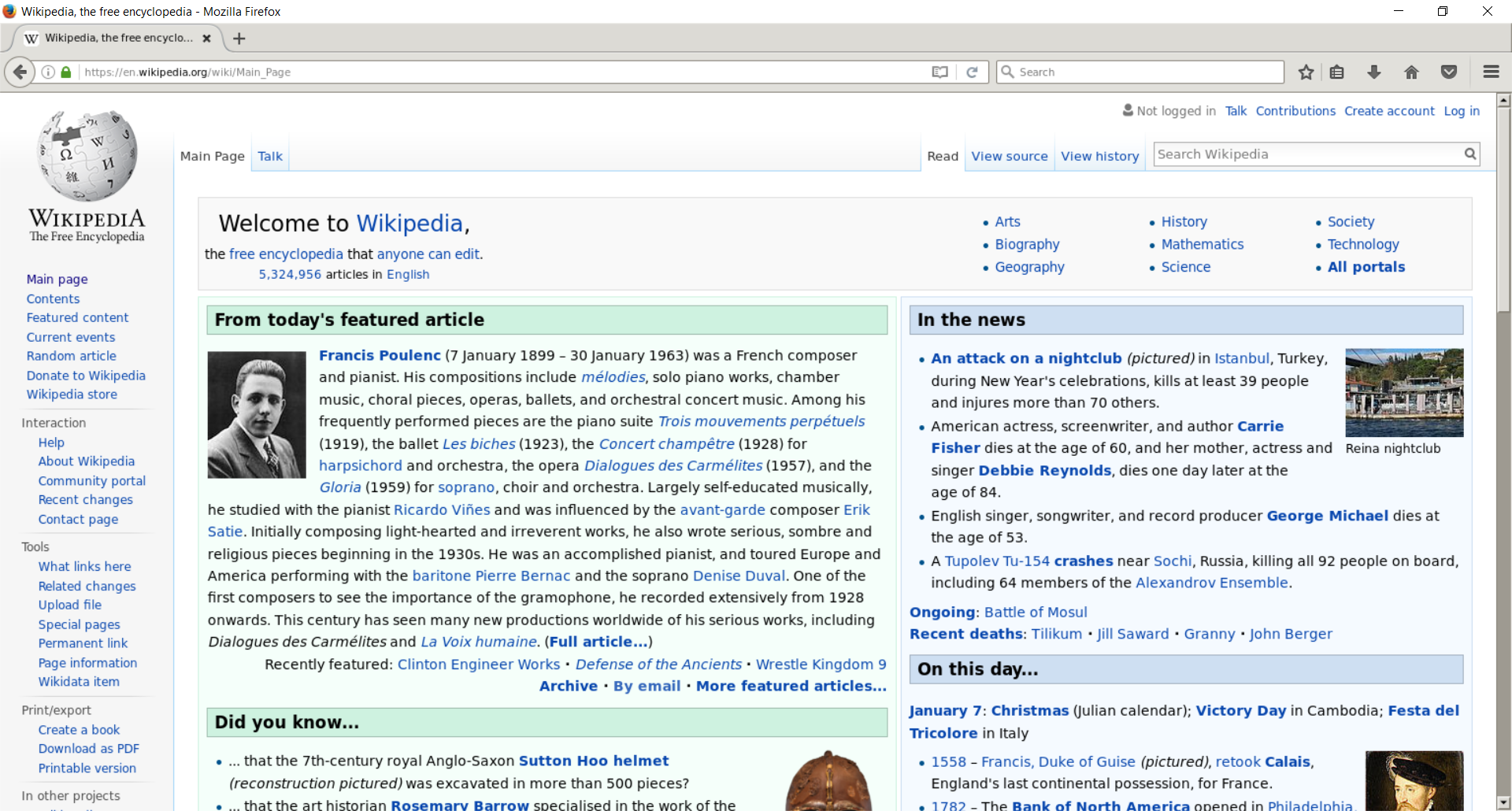
Firefox для Linux, работающий на WSL
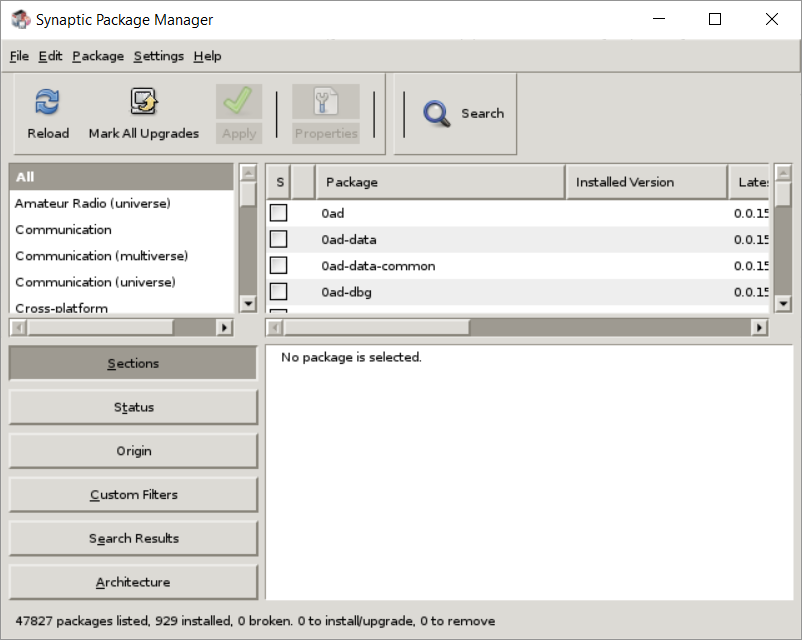
Менеджер пакетов Synaptic, работающий на WSL